# Campeonato Mundial de Esgrima de 1957
El XXVII Campeonato Mundial de Esgrima se celebró en París (Francia) en 1957 bajo la organización de la Federación Internacional de Esgrima (FIE) y la Federación Francesa de Esgrima.

## Medallistas

### Masculino
| Evento              | Oro | Plata | Bronce |
| ------------------- | --- | --- | --- |
| Florete individual  | Mihály Fülöp · Hungría                                                                                                   | Mark Midler URSS                                                                                                | Allan Jay Reino Unido |
| Florete por equipos | Ferenc Czvikovszky · Mihály Fülöp · József Gyuricza · Jenő Kamuti · Endre Tilli · Hungría                                | Claude Bancilhon Bernard Baudoux Roger Closset René Coicaud Christian d'Oriola Claude Netter Francia            | Aldo Aureggi · Giancarlo Bergamini · Luigi Carpaneda · Vittorio Lucarelli · Alberto Pellegrino · Antonio Spallino · Italia |
| Espada individual   | Armand Mouyal Francia | Árpád Bárány · Hungría                                                                                          | Franco Bertinetti · Italia                                                                                                 |
| Espada por equipos  | Giorgio Anglesio · Franco Bertinetti · Giuseppe Delfino · Gianluigi Saccaro · Carlo Pavesi · Alberto Pellegrino · Italia | Lajos Balthazár · Árpád Bárány · Barnabás Berzsenyi · Ferenc Czvikovszky · Tamás Gábor · István Kausz · Hungría | Raymond Harrison Henry Hoskyns Michael Howard Allan Jay John Pelling Ralph Sproul-Bolton Reino Unido                       |
| Sable individual    | Jerzy Pawłowski · Polonia                                                                                                | Rudolf Kárpáti · Hungría                                                                                        | Tamás Mendelényi · Hungría                                                                                                 |
| Sable por equipos   | Aladár Gerevich · Zoltán Horváth · Rudolf Kárpáti · Pál Kovács · József Szerencsés · Tamás Mendelényi · Hungría          | Yevgueni Cherepovski Lev Kuznetsov Leonid Leitman Yakov Rylski David Tyshler Valeri Yitni URSS                  | Jerzy Pawłowski · Wojciech Zabłocki · Zygmunt Pawlas · Andrzej Piątkowski · Marian Kuszewski · Jerzy Twardokens · Polonia  |

### Femenino
| Evento              | Oro | Plata                                                               | Bronce                                                                                               |
| ------------------- | --- | ------------------------------------------------------------------- | --- |
| Florete individual  | Alexandra Zabelina URSS                                                                                               | Heidi Schmid RFA                                                    | Irene Camber · Italia                                                                                |
| Florete por equipos | Cristiana Bortolotti · Irene Camber · Velleda Cesari · Bruna Colombetti · Leopolda Predaroli · Jenny Zanelli · Italia | Helmi Höhle Ilse Keydel Else Ommerborn Heidi Schmid Helga Stroh RFA | Waltraut Ebert · Helga Gnauer · Maria Grötzer · Luise Gruss · Helga Kathlein · Ellen Preis · Austria |

## Medallero
| Núm. | País        | Oro | Plata | Bronce | Total |
| ---- | ----------- | --- | ----- | ------ | ----- |
| 1    | Hungría     | 3   | 3     | 1      | 7     |
| 2    | Italia      | 2   | 0     | 3      | 5     |
| 3    | URSS        | 1   | 2     | 0      | 3     |
| 4    | Francia     | 1   | 1     | 0      | 2     |
| 5    | Polonia     | 1   | 0     | 1      | 2     |
| 6    | RFA         | 0   | 2     | 0      | 2     |
| 7    | Reino Unido | 0   | 0     | 2      | 2     |
| 8    | Austria     | 0   | 0     | 1      | 1     |
|      | TOTAL       | 8   | 8     | 8      | 24    |